# Гомирје
Гомирје је насељено место у саставу града Врбовског, у Горском котару, Приморско-горанска жупанија, Република Хрватска.

## Географија
Гомирје се налази у Горском котару, у близини града Врбовско (7,4 км југоисточно) којем административно и припада. Изнад Гомирја се налази брдо Стражник до кога води шумска стаза. У близини је река Добра (богата рибом: пастрмка, клен и сула) и Камачник. Од привредних грана развијено је шумарство и прерада дрвета (пилана Ђурићи). Становништво се претежно бави пољопривредом и шумарством. Познато је ловно подручје: медведа, дивљих свиња, тетреба, вука, лисице. Шуме које га окружују богате су шумским малинама, јагодама и печуркама (вргањ, смрчак). У месту постоји Шумарија, Дом културе, Основна школа и Кафана Армица. Кроз Гомирје пролази пут Врбовско-Огулин, а кроз доњи део Гомирја (Станица) и железничка пруга Загреб-Ријека. Део места се назива Кула по утврђењу које је некад постојало на граници (тадашња Војна крајина) између Отоманског царства и Аустроугарске монархије.

## Манастир Гомирје
У месту Гомирју се налази најзападнији манастир Српске православне цркве у бившој Југославији који је основан 1600. године. У оквиру манастирског комплекса налази се храм Рожденија светог Јована Претече из 1719. године. Манастир је основан од стране братства манастира Крка. Године 1827. ту је манастирска православна парохија са администратором из реда калуђера Гомирја. О манастиру је 2009. године опширан прилог објавила Национална Географија.

## Становништво
Према попису из 2001. године место има 435 становника који су по националној припадности већински Срби. Према попису становништва из 2011. године, насеље Гомирје је имало 343 становника.
| Националност       | 1991. | 1981. | 1971. | 1961. |
| Срби               | 447   | 409   | 469   | 469   |
| Хрвати             | 11    | 6     | 9     | 11    |
| Југословени        | 14    | 66    | 33    |       |
| остали и непознато | 22    | 5     | 5     | 2     |
| Укупно             | 494   | 486   | 516   | 482   |

| Демографија | Демографија | Демографија |
| Година      | Становника  | Становника  |
| ----------- | ----------- | ----------- |
| 1961.       | 482         |             |
| 1971.       | 516         |             |
| 1981.       | 486         |             |
| 1991.       | 494         |             |
| 2001.       | 435         |             |
| 2011.       |             | 343         |

## Попис 1991.
На попису становништва 1991. године, насељено место Гомирје је имало 494 становника, следећег националног састава:
| Попис 1991.‍  | Попис 1991.‍  | Попис 1991.‍ | Попис 1991.‍ | Попис 1991.‍ |
| ------------ | ------------ | ----------- | ----------- | ----------- |
|              |              |             |             |             |
| Срби         | Срби         |             | 447         | 90,48%      |
| Југословени  | Југословени  |             | 14          | 2,83%       |
| Хрвати       | Хрвати       |             | 11          | 2,22%       |
| Италијани    | Италијани    |             | 1           | 0,20%       |
| Мађари       | Мађари       |             | 1           | 0,20%       |
| неопредељени | неопредељени |             | 9           | 1,82%       |
| непознато    | непознато    |             | 11          | 2,22%       |
| укупно: 494  |              |             |             |             |

## Знамените личности
- Лазар Мамула, барон и гувернер Далмације
- Иринеј Вујановић, архимандрит
- Богдан Мамула, генерал Југословенске народне армије и народни херој Југославије
- Десанка Ђорђевић, играч и кореограф народних игара